# Khalifa Diop
Khalifa Ababacar Diop (Guédiawaye, 15 gennaio 2002) è un cestista senegalese di formazione spagnola.

## Carriera
È stato selezionato dai Cleveland Cavaliers al secondo giro del Draft NBA 2022 (39ª scelta assoluta).

## Statistiche

### Eurolega
| Anno      | Squadra        | PG | PT | MP  | TC%  | 3P% | TL%  | RP  | AP  | PRP | SP  | PP  |
| --------- | -------------- | -- | -- | --- | ---- | --- | ---- | --- | --- | --- | --- | --- |
| 2018-2019 | Gran Canaria   | 1  | 0  | 7,3 | 50,0 | -   | 50,0 | 4,0 | 0,0 | 1,0 | 0,0 | 3,0 |
| 2023-2024 | Saski Baskonia | 13 | 1  | 9,4 | 52,0 | -   | 62,5 | 1,9 | 0,3 | 0,2 | 0,2 | 2,8 |
| Carriera  | Carriera       | 14 | 1  | 9,3 | 51,9 | -   | 61,1 | 2,1 | 0,3 | 0,3 | 0,1 | 2,8 |

### Eurocup
| Anno       | Squadra      | PG | PT | MP   | TC%  | 3P% | TL%  | RP  | AP  | PRP | SP  | PP  |
| ---------- | ------------ | -- | -- | ---- | ---- | --- | ---- | --- | --- | --- | --- | --- |
| 2020-2021  | Gran Canaria | 14 | 3  | 7,6  | 63,6 | -   | 50,0 | 1,6 | 0,4 | 0,6 | 0,3 | 2,5 |
| 2021-2022  | Gran Canaria | 20 | 4  | 15,5 | 58,2 | -   | 53,7 | 3,9 | 1,0 | 0,4 | 0,8 | 5,7 |
| 2022-2023† | Gran Canaria | 22 | 6  | 19,0 | 65,7 | -   | 59,7 | 4,9 | 0,6 | 0,6 | 1,1 | 8,2 |
| Carriera   | Carriera     | 56 | 13 | 14,9 | 62,6 | -   | 56,7 | 3,7 | 0,7 | 0,5 | 0,8 | 5,9 |

## Palmarès

### Squadra
- Eurocup: 1

Gran Canaria: 2022-23

### Individuale
- Eurocup Rising Star: 1

Gran Canaria: 2021-22